# Bergamasco
El Bergamasco es una raza de perro originaria de los Alpes italianos, empleado como perro pastor. Su aspecto recuerda al del Komondor, perro húngaro. Otras razas similares son el Collie barbudo, Puli, Pastor de Valée, el Bobtail, Pastor de Brie, el Schapendoes y el antiguo perro de pastor alemán (Schafpudel).